# Jürgen Heuser
Jürgen Heuser (* 13. März 1953 in Barth) ist ein ehemaliger deutscher Gewichtheber. Er war 1978 Weltmeister im Superschwergewicht.

## Werdegang
Jürgen Heuser trainierte von Kindheit an das Gewichtheben, zunächst bei der BSG Motor Barth, später unter Trainer Uwe Ihde bei der BSG Motor in Stralsund.
Nach zahlreichen Teilnahmen und Siegen bei Kinder- und Jugendspartakiaden und dem mehrfachen Gewinn der DDR-Jugendmeisterschaften belegte er 1972 bei den DDR-Meisterschaften der Senioren im 2. Schwergewicht (Gewichtsklasse bis 110 kg Körpergewicht) mit 442,5 kg im olympischen Dreikampf hinter Jürgen Ciezki, 522,5 kg u. Grohnwald, 455 kg, den dritten Platz. Bei der DDR-Meisterschaft 1973 startete er schon im Superschwergewicht (Gewichtsklasse über 110 kg Körpergewicht), in der er nunmehr immer startete. Er belegte dabei mit 332,5 kg im Zweikampf, das Drücken wurde Ende des Jahres 1972 abgeschafft, hinter Gerd Bonk aus Karl-Marx-Stadt, 387,5 kg den zweiten Platz.
Jürgen Heuser, der mit einem Gewicht von knapp 125 kg immer einer der leichtesten Superschwergewichtler war, wurde 1974 erstmals bei internationalen Meisterschaften eingesetzt. Bei der Europameisterschaft in Warna kam er auf 372,5 kg (160–212,5) und belegte mit dieser Leistung den fünften Platz. Bei der Weltmeisterschaft des gleichen Jahres in Manila steigerte er sich weiter und gewann mit 382,5 kg (165–217,5) hinter Wassili Alexejew, UdSSR, 425 kg (185–240) und Serge Reding, Belgien, 400 kg (170–230) den dritten Platz, wobei er davon profitierte, dass Gerd Bonk drei Fehlversuche im Stoßen zu verzeichnen hatte.
Er startete auch bei der Welt- und Europameisterschaft 1975 in Moskau und erzielte dort mit 412,5 kg (180–232,5) ein Ergebnis von über 400 kg. Er belegte mit dieser Leistung hinter Wassili Alexejew, 427,5 kg, Gerd Bonk, 422,5 kg u. Christo Plaschkow aus Bulgarien, 420 kg den vierten Platz.
1976 kam Jürgen Heuser bei der Europameisterschaft 1976 in Berlin (Ost) mit 410 kg (180–230) auf den dritten Platz. Europameister wurde Gerd Bonk mit 432,5 kg (180–252,5) vor Christo Platschkow mit 430 kg. Er konnte bei den Olympischen Spielen 1976 in Montreal nicht antreten, da er sich kurz vor Abreise der DDR-Mannschaft nach Montreal im Training eine Schulterverletzung zugezogen hatte.
Im Jahre 1977 fand die Welt- und Europameisterschaft in Stuttgart statt. Er erzielte dort 420 kg (182,5–237,5) und erreichte damit hinter Wassili Alexejew, 430 kg (185–245) und Aslanbek Jenaldijew, einem weiteren sowjetischen Sportler, den dritten Platz.
Im Jahre 1978 erzielte Jürgen Heuser bei der Europameisterschaft in Havířov 407,5 kg (175–232,5). Diese Leistung reicht aus, um hinter Wassili Alexejew, der 415 kg (180–235) hob, den zweiten Platz vor Gerd Bonk, 402,5 kg, zu erkämpfen. Bei der Weltmeisterschaft dieses Jahres in Gettysburg zeigte der lange Jahre als unschlagbar geltende Wassili Alexejew nach 185 kg im Reißen ausgerechnet in seiner Paradedisziplin dem Stoßen große Schwächen und hatte drei Fehlversuche, womit er aus der Wertung fiel. Auch der zweite sowjetische Starter Sultan Rachmanow, der eine weitaus höhere Bestleistung als Heuser hatte, zeigte Nerven. Heuser erzielte 417,5 kg (185–232,5) und wurde mit dieser Leistung Weltmeister im Zweikampf vor Sultan Rachmanow, der ebenfalls auf 417,5 kg (187,3–230) kam, aber weitaus schwerer war als Heuser.
1979 belegte er sowohl bei der Europameisterschaft in Warna als auch bei der Weltmeisterschaft in Saloniki den zweiten Platz. In Warna erzielte er 422,5 kg (180–242,5) und lag damit hinter Gerd Bonk, der mit 427,5 kg (185–242,5 kg neuer Europameister wurde und vor Rudolf Strejczek aus der Tschechoslowakei, der 390 kg hob. In Saloniki kam er im Zweikampf auf 420 kg (187,5–232,5) und musste sich damit nur Sultan Rachmanow, 430 kg (192,5–237,5) geschlagen geben, lag aber noch vor Gerd Bonk, der nur 412,5 kg (175–235) erzielte.
Bei den Olympischen Spielen 1980 in Moskau gewann Jürgen Heuser schließlich zum Abschluss seiner internationalen Karriere mit 410 kg (182,5–237,5) die Silbermedaille hinter Sultan Rachmanow, 440 kg (195–245).
Auf nationaler Ebene hob Jürgen Heuser noch einige Jahre weiter und erzielte bei seinen Siegen beim Pokal der blauen Schwerter in Meißen in den Jahren 1981 und 1982 mit 427,5 kg (190–237,5) und 420 kg (180–240) noch hervorragende Leistungen.
Nach seinem Karriereende arbeitete er als Ingenieur an der Stralsunder Volkswerft. Später war er Technischer Leiter im Zentralen Pionierlager Barth. Nach der politischen Wende in der DDR machte er sich als Taxi-Unternehmer in Prerow/Darß selbständig.
Für seine sportlichen Erfolge wurde er 1988 als „Verdienter Meister des Sports“ ausgezeichnet. 1980 erhielt er den Vaterländischen Verdienstorden in Bronze.

## Doping in der DDR
1980 erhielt Heuser im Rahmen des staatlich betriebenen Zwangsdopingsystem der DDR 11085 mg Oral-Turinabol.

## Internationale Erfolge
| Jahr | Platz  | Wettbewerb                            | Gewichtsklasse | Disziplin | Ergebnis |
| 1972 | 2.     | Pokalturnier in Berlin                | 2. Schwer      | OD        | mit 470 kg (152,5-142,5-175), hinter Jürgen Ciezki, DDR, 515 kg                                                                                              |
| 1972 | 1.     | Turnier der Freundschaft in Havanna   | SS             | OZ        | mit 330 kg (147,5–182,5), vor Palka, Polen, 315 kg u. Fernandez, Kuba, 310 kg                                                                                |
| 1973 | 2.     | Baltic-Cup in Schwedt/Oder            | SS             | OZ        | mit 330 kg (145–185) hinter Gerd Bonk, DDR, 380 kg |
| 1974 | 1.     | Turnier der Freundschaft in Pjöngjang | SS             | OZ        | mit 355 kg, vor Robert Skolimowski, Polen, 320 kg |
| 1974 | 2.     | Baltic-Cup in Växjö                   | SS             | OZ        | mit 370 kg (155–215), hinter Gerd Bonk, 400 kg (170–230) |
| 1974 | 5.     | EM in Warna                           | SS             | OZ        | mit 372,5 kg (160–212,5), hinter Wassili Alexejew, UdSSR, 422,5 kg, Gerd Bonk, DDR, 402,5 kg, Serge Reding, Belgien, 400 kg u. Petr Pavlasek, CSSR, 377,5 kg |
| 1974 | 3.     | WM in Manila                          | SS             | OZ        | mit 382,5 kg, hinter Wassili Alexejew, 425 kg (195–240) u. Serge Reding, 400 kg                                                                              |
| 1975 | 4.     | WM + EM in Moskau                     | SS             | OZ        | mit 412,5 kg (180–232,5), hinter Wassili Alexejew, 427,5 kg (187,5–240), Gerd Bonk, 422,5 kg (180–242,5) u. Christo Plaschkow, Bulgarien, 420 kg (195–225)   |
| 1976 | 3.     | EM in Berlin (Ost)                    | SS             | OZ        | mit 410 kg (180–230), hinter Gerd Bonk, 432,5 kg (180–252,5) u. Christo Plaschkow, 430 kg (195–235)                                                          |
| 1977 | 3.     | WM + EM in Stuttgart                  | SS             | OZ        | mit 420 kg (182,5–237,5), hinter Wassili Alexejew, 430 kg (185–245) u. Aslanbek Jenaldijew, UdSSR, 422,5 kg (182,5–240)                                      |
| 1978 | 2.     | EM in Havířov                         | SS             | OZ        | mit 407,5 (175–232,5), hinter Wassili Alexejew, 415 kg (180–235) u. vor Gerd Bonk, 402,5 kg (172,5–230)                                                      |
| 1978 | 1.     | WM in Gettysburg                      | SS             | OZ        | mit 417,5 kg (185–232,5), vor Sultan Rachmanow, UdSSR, 417,5 kg (187,5–230) u. Gerd Bonk, 410 kg (175–235)                                                   |
| 1979 | 2.     | EM in Warna                           | SS             | OZ        | mit 422,5 kg (180–242,5), hinter Gerd Bonk, 427,5 kg (185–242,5) u. vor Rudolf Strejczek, CSSR, 390 kg (180–210)                                             |
| 1979 | 2.     | WM in Saloniki                        | SS             | OZ        | mit 420 kg (187,5–232,5), hinter Sultan Rachmanow, 430 kg (192,5–237,5) u. vor Gerd Bonk, 412,5 (182,5–230)                                                  |
| 1980 | Silber | OS zgl. WM in Moskau                  | SS             | OZ        | mit 410 kg (182,5–227,5), hinter Sultan Rachmanow, 440 kg (195–245) u. vor Tadeusz Rutkowski, Polen, 407,5 kg                                                |
| 1981 | 1.     | Pokal der blauen Schwerter in Meißen  | SS             | OZ        | mit 427,5 kg (190–237,5), vor Senno Salzwedel, 395 kg u. Gert Kempe, 340 kg, bde. DDR                                                                        |
| 1982 | 1.     | Pokal der blauen Schwerter in Meißen  | SS             | OZ        | mit 420 kg (180–240), vor Gert Kempe, 400 u. Senno Salzwedel, 385 kg                                                                                         |

## EM-Einzelmedaillen
- EM-Goldmedaille: 1979/Stoßen
- EM-Silbermedaillen: 1976/Reißen, 1977/Reißen, 1978/Stoßen
- EM-Bronzemedaillen: 1976/Reißen, 1975/Stoßen, 1976/Stoßen, 1977/Stoßen, 1978/Reißen

## DDR-Meisterschaften
| Jahr | Platz | Gewichtsklasse | Disziplin | Ergebnisse                                                                |
| 1972 | 3.    | 2. Schwer      | OD        | mit 442,5 kg, hinter Jürgen Ciezki, Berlin, 522,5 kg u. Grohnwald, 455 kg |
| 1973 | 2.    | SS             | OZ        | mit 332,5 kg, hinter Gerd Bonk, Karl-Marx-Stadt, 387,5 kg                 |
| 1974 | 2.    | SS             | OZ        | mit 360 kg, hinter Gerd Bonk, 375 kg                                      |
| 1975 | 2.    | SS             | OZ        | mit 392,5 kg, hinter Gerd Bonk, 415 kg                                    |
| 1976 | 2.    | SS             | OZ        | hinter Gerd Bonk, 425 kg                                                  |
| 1977 | 2.    | SS             | OZ        | mit 407,5 kg, hinter Gerd Bonk, 415 kg                                    |
| 1978 | 1.    | SS             | OZ        | mit 400 kg, vor Rainer Schwerdtner, Dresden, 345 kg                       |
| 1980 | 1.    | SS             | OZ        | mit 400 kg, vor Gert Kempe, Karl-Marx-Stadt, 372,5 kg                     |

Erläuterungen
- OD = olympischer Dreikampf, bestehend aus beidarmigem Drücken, Reißen und Stoßen; OZ = olympischer Zweikampf, bestehend aus beidarmigem Reißen und beidarmigem Stoßen
- 2. Schwergewicht, Gewichtsklasse bis 110 kg, SS (Superschwergewicht), Gewichtsklasse über 110 kg Körpergewicht
- OS = Olympische Spiele, WM = Weltmeisterschaft, EM = Europameisterschaft